# Reichenau (Waidhaus)
Reichenau ist ein Ortsteil des bayerischen Marktes Waidhaus im Landkreis Neustadt an der Waldnaab im Regierungsbezirk Oberpfalz.

## Geographische Lage
Reichenau liegt auf einer Rodungsinsel in einem Winkel der deutsch-tschechischen Grenze, nach Norden und Osten weniger als einen Kilometer von der Grenze entfernt.
Im Westen erhebt sich der Hochwald bis auf 677 Meter, im Süden der Sulzberg bis auf 755 Meter.
An den Hängen der umliegenden Berge entspringen zahlreiche Quellen, die zum Rehlingbach (tschechisch: Hraniční potok = Grenzbach) hinab fließen.
Der Rehlingbach fließt östlich von Reichenau entlang der tschechischen Grenze von Norden nach Süden und mündet bei Pfrentschweiher in die Pfreimd, die dort noch Katharinabach heißt.

## Geschichte
Die reichen Vorkommen von Feldspat und Quarz sowie der Waldbestand (Aus dem Holz wurde Pottasche gewonnen) begünstigten die Glasherstellung.
Von 1585 bis 1697 gab es in Reichenau eine Glashütte.
Im 19. Jahrhundert wurden Holzlöffel in Heimarbeit hergestellt.
Eine weitere Einnahmequelle war der Schmuggel.
1808 wurden Steuerdistrikte gebildet.
Der Weiler Reichenau gehörte zusammen mit dem Dorf Frankenreuth und den Einöden Kühmühle, Richterhaus und Speckermühle und dem Dorf Waidhaus zum Steuerdistrikt Waidhaus.
Der Steuerdistrikt Waidhaus gehörte zum Landgericht Vohenstrauß.
Aus den Steuerdistrikten entstanden Märkte, Ruralgemeinden und Dorfgemeinden. 
1821 gehörte der Weiler Reichenau mit 9 Familien zur Dorfgemeinde Waidhaus.
Außerdem gehörten zur Gemeinde Waidhaus die Einöden Richterhaus, Speckermühle und Hörlmühle mit jeweils zwei Familien und das Dorf Waidhaus selbst mit 147 Familien.

## Religion
Reichenau gehört zur Pfarrei St. Emmeram Waidhaus und zum Dekanat Leuchtenberg.
Es hat eine 1931 erbaute Kirche Johannes der Täufer, die Filialkirche zu Waidhaus ist.
Ab und zu findet hier ein Gottesdienst statt.
Vor dem Bau dieser Ortskirche mussten die Reichenauer 6 Kilometer zur Kirche nach Waidhaus gehen oder 4 Kilometer nach Frankenreuth oder zur näher gelegenen Kirche in Neuhäusl, welches 1786 Expositur wurde.
1913 hatte Reichenau 34 Häuser und 182 Katholiken. Auf dem Gebiet der Pfarrei Waidhaus wohnten zu dieser Zeit 1653 Katholiken, 8 Protestanten und 16 Juden.
1990 lebten in Reichenau 114 Katholiken. Die Einwohner der Pfarrei Waidhaus waren zu dieser Zeit zu 95,39 % katholisch.
Im Jahr 2011 waren von den Einwohnern der Gemeinde Waidhaus 86,6 % katholisch und 3,8 % evangelisch.

## Kultur und Sehenswürdigkeiten
In der Ortsmitte von Reichenau gibt es einen Stallstadel aus dem 19. Jahrhundert, der unter Denkmalschutz steht.
Südöstlich des Ortes befindet sich der große Mühlweiher mit einer restaurierten historischen Mühle.